# بيني إدواردز
بيني إدواردز (بالإنجليزية: Penny Edwards)‏ هي ممثلة أمريكية، ولدت في 24 أغسطس 1928 في جاكسون هايتس ‏ في الولايات المتحدة، وتوفيت في 26 أغسطس 1998 في فريندزوود في الولايات المتحدة بسبب سرطان.

## وصلات خارجية
- بيني إدواردز على موقع IMDb (الإنجليزية)
- بيني إدواردز على موقع قاعدة بيانات برودواي على الإنترنت (الإنجليزية)
- بيني إدواردز على موقع قاعدة بيانات الفيلم (الإنجليزية)